# Драйкёнигскирхе (Дрезден)
Церковь Трёх волхвов (нем. Dreikönigskirche)  — самая заметная церковь в Иннере-Нойштадте (нем. Innere Neustadt) — заречной части Дрездена. Её высокая необарочная колокольня господствует в панораме этого района и хорошо видна, в частности, с террасы Брюля. В работе над возведением Драйкёнигскирхе приняли участие зодчий Цвингера Маттеус Даниель Пёппельман и Церкви Богородицы Георг Бер. С 1991 года в западной части церкви размещена «Дрезденская пляска смерти» — памятник искусства XVI века.

## История
Ряд источников указывает на то, что к 1403 году, когда называвшимся тогда Альтендрезден (нем. Altendresden), правобережной частью нынешнего Дрездена, было получено городское право, на территории между сегодняшними Хауптштрассе (нем. Hauptstraße) и двором Драйкёнигскирхе уже существовала средневековая церковь в готическом стиле, которую в течение последующих столетий непрестанно расширяли и достраивали. В 1539 году, ознаменовавшемся введением в альбертинской Саксонии Реформации, в этой церкви было ни много ни мало пять алтарей. Городской пожар 1685 года, уничтоживший практически весь Альтендрезден, не пощадил и предшественницу сегодняшней Драйкёнигскирхе.

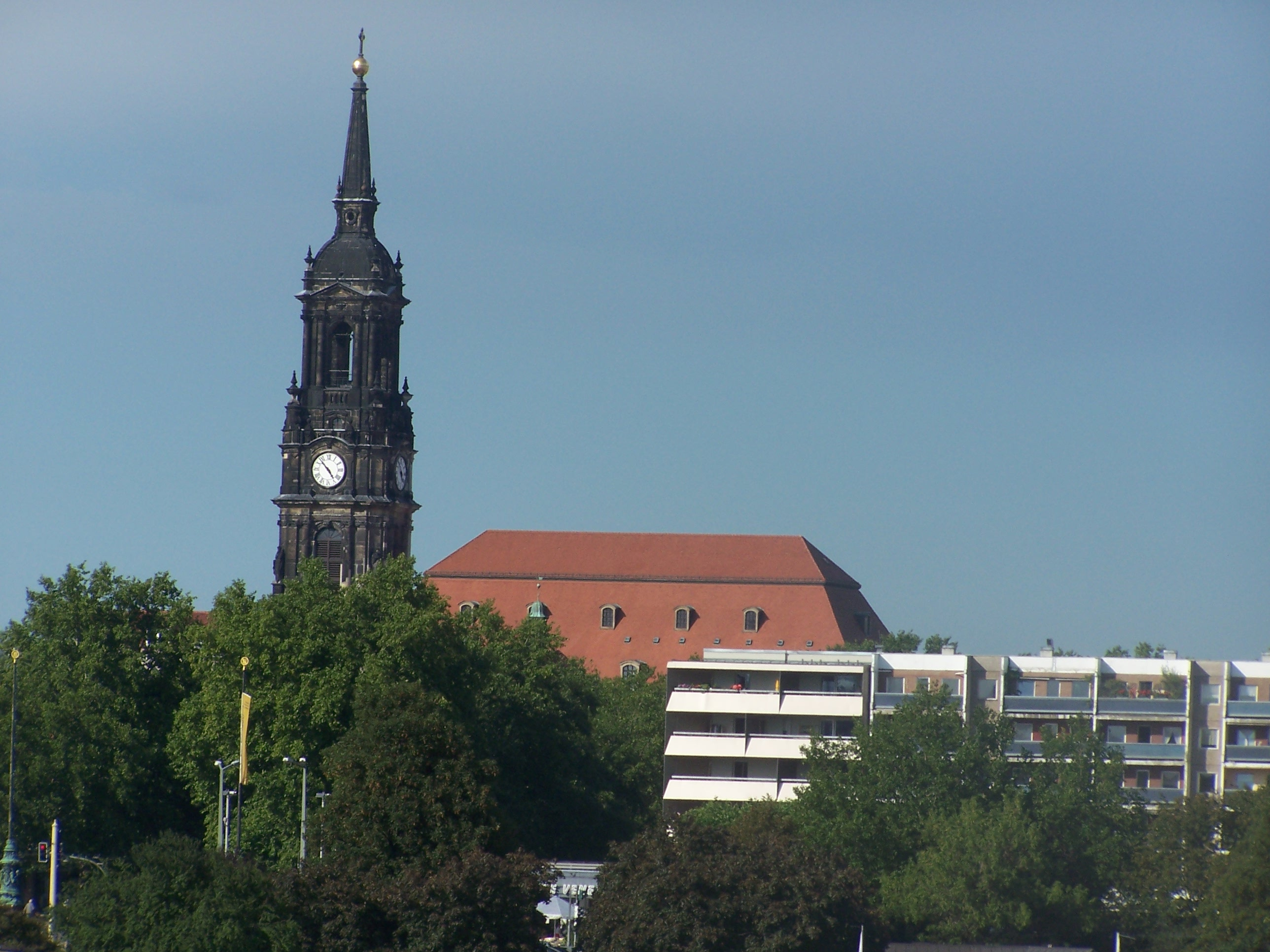
Вид на Драйкёнигскирхе с террасы Брюля.

По настоянию прихожан уже к 1688 году была воздвигнута церковь (без колокольни) более внушительных размеров, однако новая Драйкёнгигскирхе не вписывалась в градостроительный план разработанный Вольфом Каспаром фон Кленгелем по распоряжению курфюрста Саксонии Фридриха Августа I, (Августа Сильного). Церковь была восстановлена на старом месте и преграждала только что проложенную Хауптштрассе, нарушая центральную перспективу. Август Сильный, намеревавшийся создать на месте Альтендрездена роскошный барочный город, повелел в 1731 едва восстановленную (работы над колокольней ещё продолжались) Драйкёнигскирхе разобрать. Первоначальное возмущение горожан, усмотревших в сносе Драйкёнигскирхе происки «отвратительных родственников по вере», католиков, быстро сошло на нет, так как Август Сильный пообещал возвести новую церковь за счёт казны.
Создание проекта Драйкёнигскирхе было поручено Маттеусу Даниэлю Пёппельману, придворному архитектору Августа Сильного и зодчему Цвингера. Однако проект, одобренный Августом Сильным, не устроил городской совет. Разгорелись распри, так как предложенный городским советом проект Георга Бера, творца Церкви Богородицы и его ученика Иоганна Готфрида Фере, предполагавший более широкое расположение колонн и меньшее количество окон, не устроил в свою очередь курфюрста. После смерти Августа Сильного в 1733 году, Пёппельман покидает проект возведения Драйкёнигскирхе, что открыло дорогу для реализации планов предложенных городу Бером и Фере.

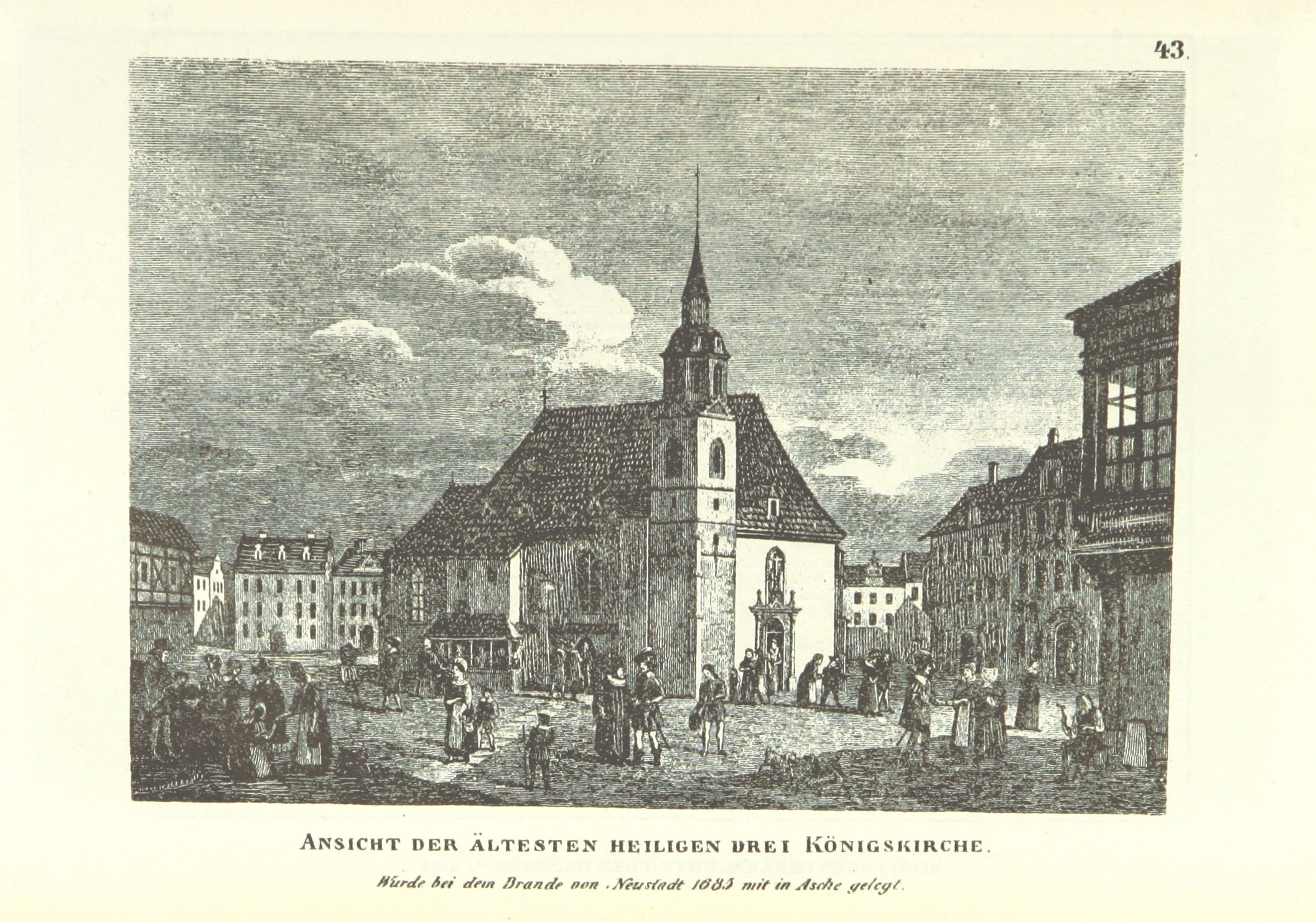
Вид церкви-предшественницы Драйкёнигскирхе

## Описание
Поскольку по новому проекту необходимо было вписать церковь в прямой ряд уличных фасадов, алтарь в Драйкёнигскирхе решено было разместить не в восточной, а в западной части. Прямоугольный на чертежах неф внутри обретал форму полукруга благодаря выбранному Бером расположению колонн, окружённых в свою очередь двумя кольцами эмпор, одно из которых уже в XIX веке было удалено. За алтарём была заложена колокольня, портал которой был частью снесённой в 1731 году церкви-предшественницы. Из-за нехватки средств на возведение колокольни строительство её после столетнего перерыва, было завершено в 1854—1859 гг. по проекту архитекторов Карла Морица Хенеля и Фроммхерца Лобегота Маркса. 87-метровая колокольня из песчаника представляет гибрид необарокко с элементами классицизма. Фронтон колокольни украшают скульптуры в натуральную величину четырёх евангелистов и трёх волхвов.

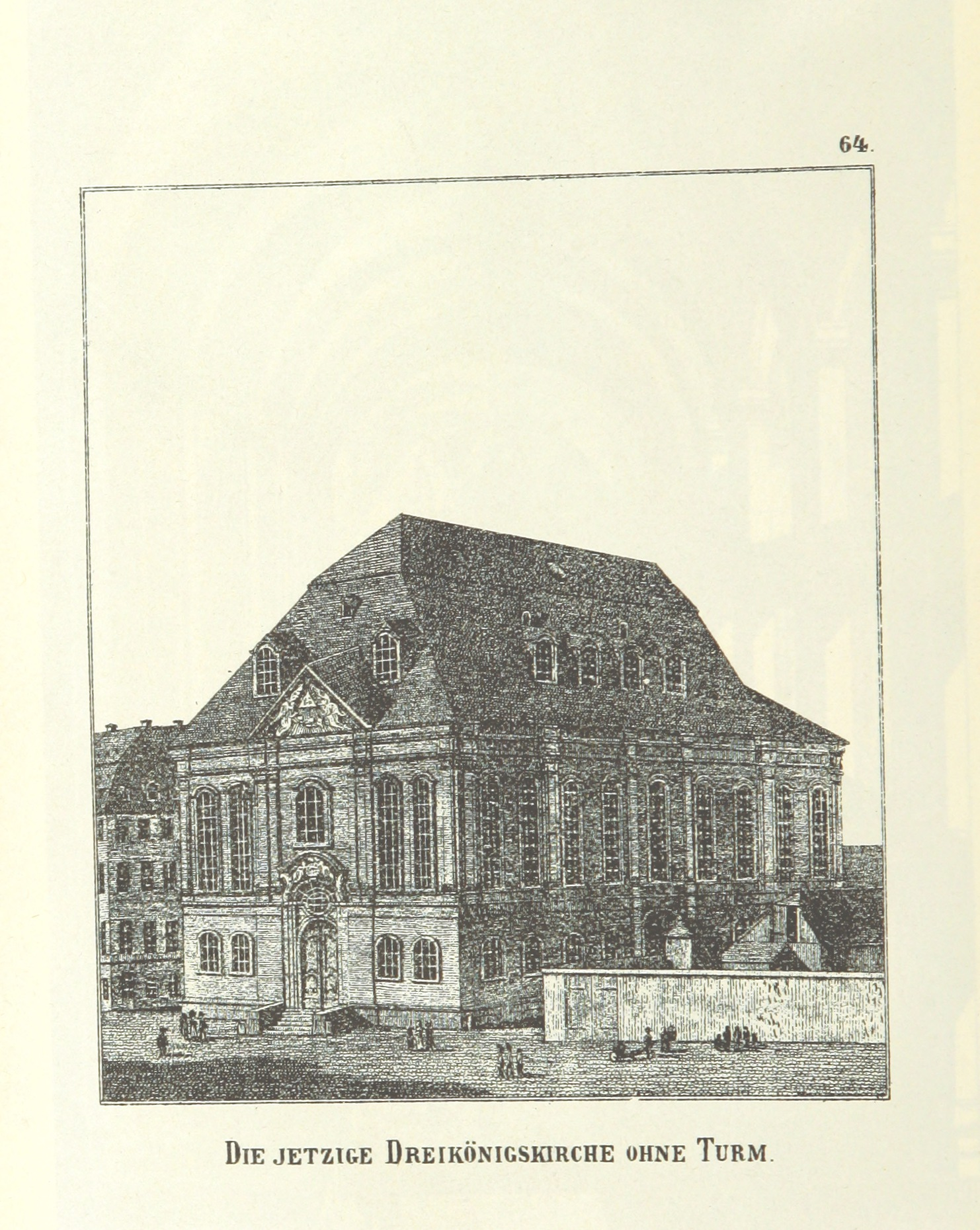
Барочная Драйкёнигскирхе без колокольни

Налёт англо-американской авиации 13 февраля 1945 года уничтожил неф Драйкёнигскирхе. К радости прихожан колокольня устояла и в её капелле сразу же возобновились богослужения. Руины церкви удалось защитить от проектов по сносу в 1950-е годы. В 1977 году власти ГДР дали разрешение на восстановление Драйкёнигскирхе, однако только после воссоединения Германии средств оказалось достаточно для завершения работ. Внешнее убранство в стиле барокко было восстановлено предельно точно, но проект интерьера было решено пересмотреть, так как этот район Дрездена не нуждался в церкви на три тысячи прихожан. Поэтому Драйкёнигскирхе была поделена надвое: в восточной части, разделённой на несколько этажей, расположился Дом церкви (нем. Haus der Kirche) с офисами, аудиториями и банкетным залом, а в западной — непосредственно место для богослужений. Две части здания соединены небольшим фойе. Над входом в западную часть здания Драйкёнигскирхе расположена знаменитая «Дрезденская пляска смерти», а в противоположной части — алтарь.

## Дрезденская «Пляска смерти»
12-метровый, когда-то раскрашенный фриз из песчаника первоначально располагался на Георгиевских воротах дрезденского замка, воздвигнутых последним католиком из альбертинских веттинов вплоть до Августа Сильного Георгом Бородатым. «Пляска смерти», по мнению герцога, должна была способствовать утверждению истинной веры и наглядно объяснять горожанам пагубность Реформации, находившей всё больше и больше приверженцев в Дрездене. По иронии истории именно Август Сильный распорядился перенести композицию на кладбище в Иннере-Нойштадт дабы мрачная скульптура не нарушала жизнерадостного характера его резиденции.
С 1991 года она находится в Драйкёнигскирхе.

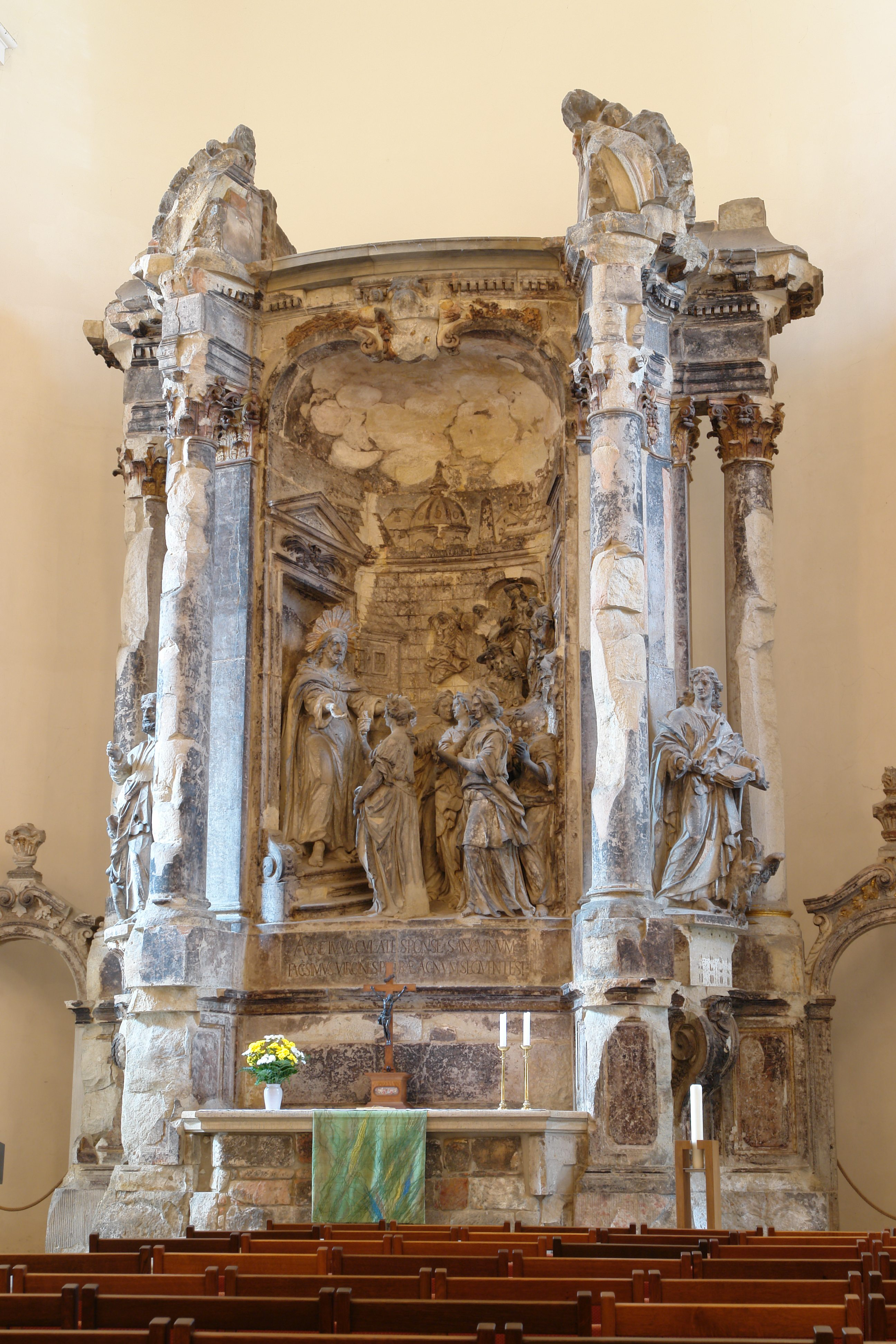
Алтарь

«Пляска смерти» была создана дрезденским скульптором Кристофом Вальтером I в 1534 году. Её длина 12 м, а ширина — 1,20 м. Разделённые на четыре группы фигуры представляют собой символический срез общества в XVI веке. Интересной особенностью дрезденской «Пляски смерти» является то, что смерть на ней не держит в хороводе каждого по отдельности, а ведёт группы фигур по несколько человека в каждой. За скелетом, символом смерти, следуют 24 фигуры над которыми высечена надпись:

«Идут за мною император и всесильных дворня. // Во славе и в делах они все мне не ровня. // Умрут и князь, и граф, и все простые люди // Никто, кто б ни был он, мной пощажён не будет.»
Оригинальный текст (нем.)– «Der Kaiser folget mir samt allen Potentaten. Kein König thuth mir's nach an Ruhme und an Thaten. Der Fürst und Grafe stirbt, es stirbt der Rittersmann. Weil niemand, wer er sei, sich mein erwehren kann!»

Изображённые фигуры слева направо: смерть со змеями, Римский Папа, кардинал, епископ, домицелларий, священник и монах, смерть с барабаном, император Карл V, король Фердинанд I, герцог Георг Бородатый, канцлер и рыцарь, капитан, магистр, член городского совета, батрак, крестьянин, нищий, настоятельница монастыря, горожанка, крестьянка, ростовщик, слепой нищий, которого ведёт ребёнок. Замыкает процессию смерть с косой.

## Алтарь
Семиметровый барочный алтарь в Драйкёнигскирхе — magnum opus ваятеля Иоганна Беньямина Томае. Фигуры из песчаника изображают Притчу о десяти девах. Законсервированный, но осознанно не восстановленный алтарь, несёт на себе следы огня бомбардировки февраля 1945, как напоминание и предостережение потомкам. Алтарную композицию замыкают стоящие по обе стороны скульптуры евангелистов Матфея и Иоанна.

## Прочее
С колокольни Драйкёнигскирхе открывается живописный вид на город. Вход на неё расположен снаружи.

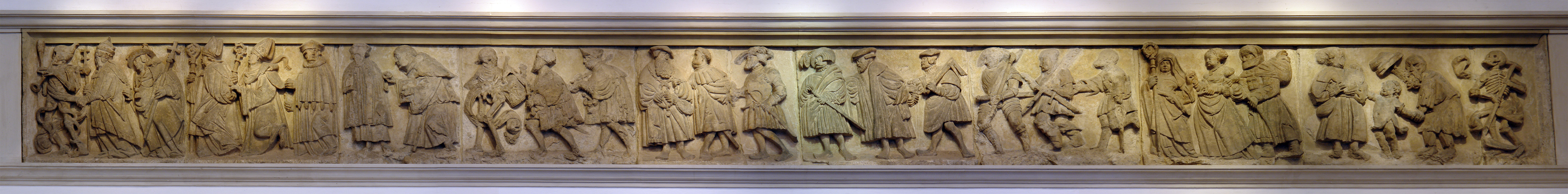
Дрезденская «Пляска смерти»